# Goniomma punicum
Goniomma punicum är en myrart som först beskrevs av Auguste-Henri Forel 1907.  Goniomma punicum ingår i släktet Goniomma och familjen myror. Inga underarter finns listade i Catalogue of Life.